# Richard de Vere
Richard de Vere est un baron anglais né le 15 août 1385 et mort le 15 février 1417.

## Biographie
Richard de Vere est le fils aîné d'Aubrey de Vere (1338/1340-1400) et de son épouse Alice Fitzwalter (morte en 1400). Son père meurt alors qu'il est encore mineur, et il est confié à la garde de sa mère, puis à celle de la comtesse de Hereford Jeanne de Bohun.
Devenu majeur, Richard doit encore attendre la mort des comtesses douairières Philippa de Coucy (morte en 1411) et Maud (morte en 1413) avant d'entrer en possession de l'intégralité des domaines liés au titre de comte d'Oxford. Ces domaines se situent principalement dans l'est de l'Angleterre, entre les comtés d'Essex, de Suffolk et de Cambridgeshire.
Richard se distingue principalement dans le domaine militaire. Dès 1405, alors qu'il est encore mineur, il participe à une campagne de pillage des côtes françaises sous l'autorité du prince Thomas de Lancastre avant d'accompagner le roi Henri IV dans une expédition contre Owain Glyndŵr. Dans les années 1410, il prend part à la nouvelle phase de la guerre de Cent Ans. Il est présent au siège d'Harfleur et à la bataille d'Azincourt en 1415. Ses mérites lui valent d'être fait chevalier de la Jarretière l'année suivante.
Richard de Vere meurt subitement le 15 février 1417, à l'âge de trente-et-un ans. Il est inhumé au prieuré de Colne (en), dans l'Essex. Sa tombe se trouve actuellement à la chapelle saint-Étienne de Bures St. Mary, dans le Suffolk.

## Mariages et descendance
Richard de Vere épouse en premières noces une fille de Jean Holland, Alice. Elle meurt entre 1400 et 1406, année qui voit le remariage de Richard avec Alice Sergeaux, fille d'un petit chevalier de Cornouailles, Richard Sergeaux, et veuve de Guy de Saint-Aubin. Ils ont trois fils :
- John (1408-1462), 12e comte d'Oxford ;
- Robert (1410-1461) ;
- Richard (mort en 1468/1469).

Après la mort de Richard, Alice Sergeaux se remarie avec Nicholas Thorley. Elle meurt en 1452.